# Moreira do Rei
Moreira do Rei is een plaats (freguesia) in de Portugese gemeente Fafe en telt 1992 inwoners (2001).

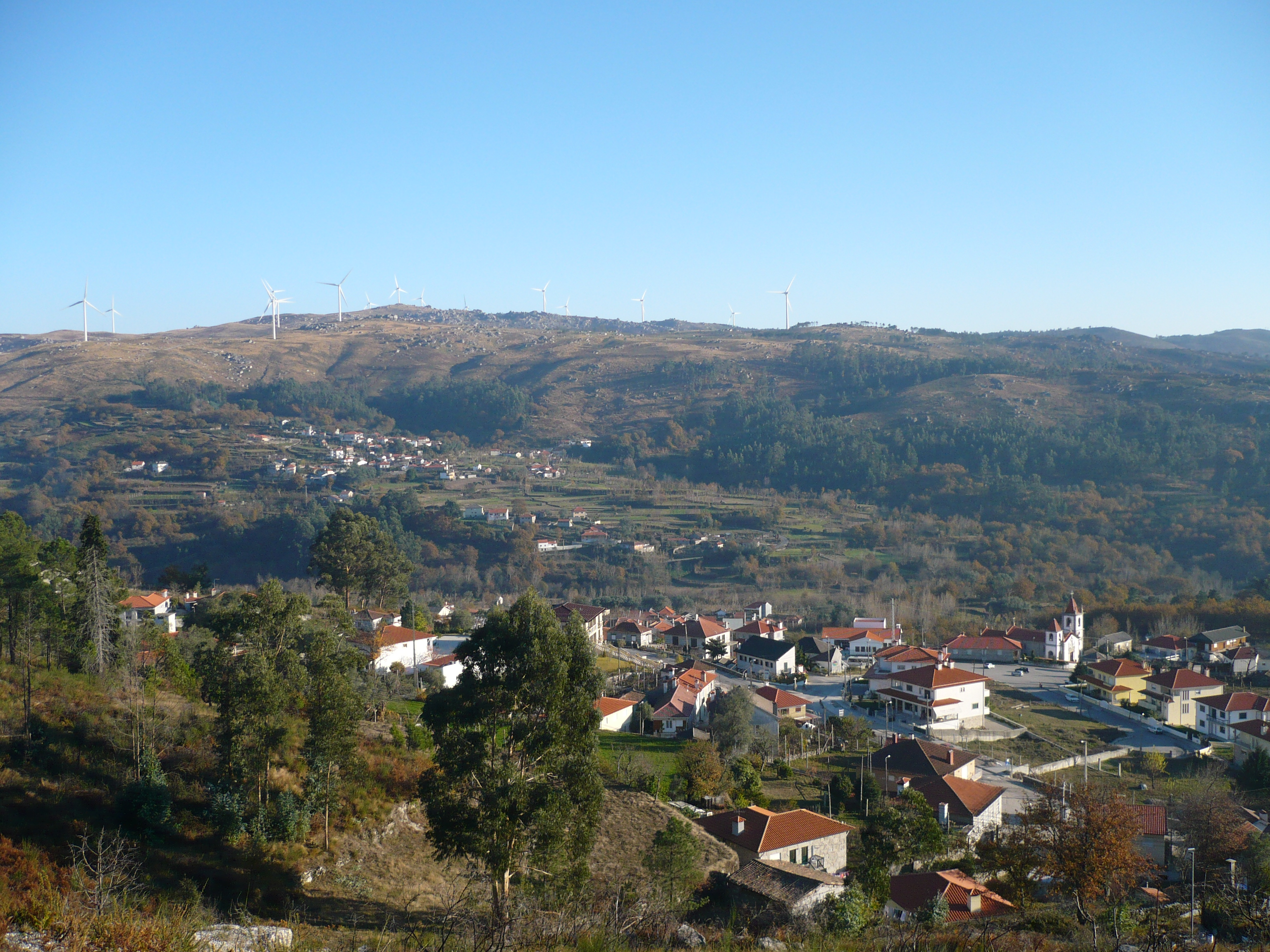
Moreira do Rei

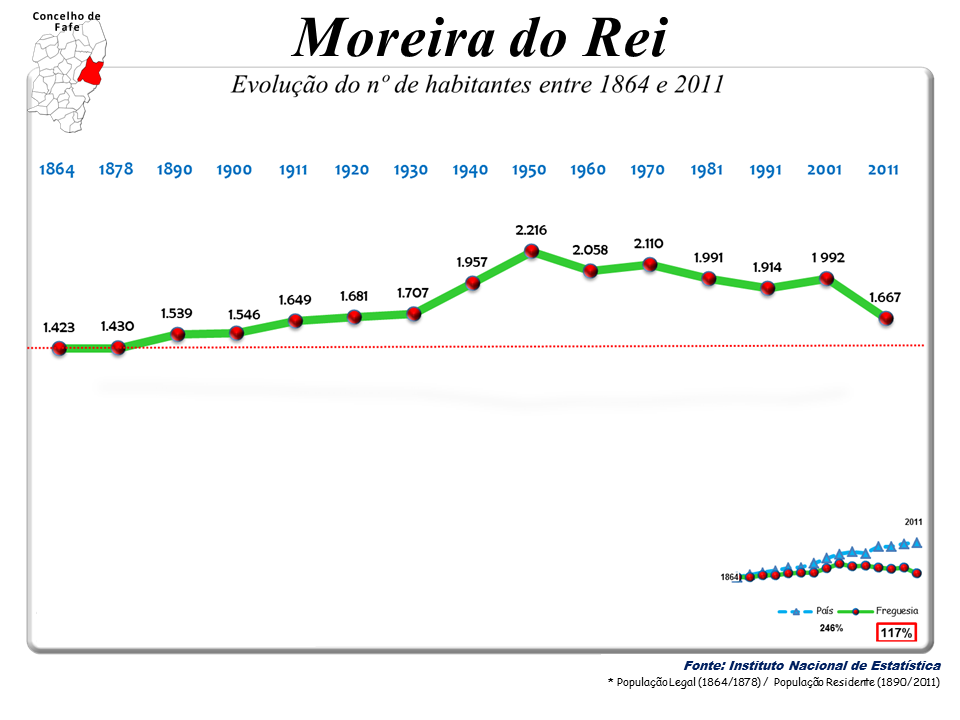
Bevolkingsontwikkeling tussen 1864 en 2011